# Castelo de Berthier

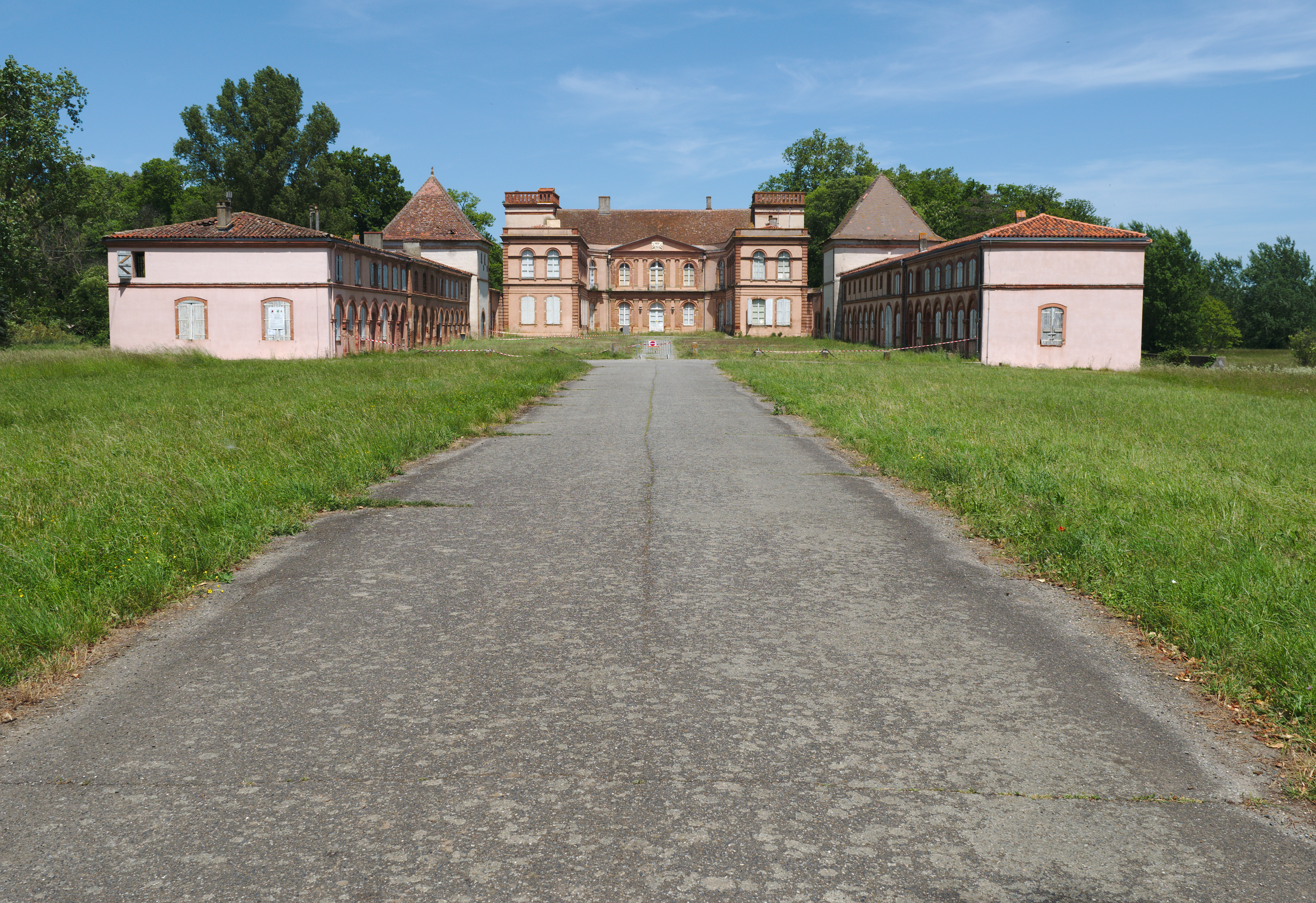
Castelo Bertier, vista do sudoeste

O Château de Berthier é um castelo na comuna de Pinsaguel em Haute-Garonne, na França. As origens do castelo remontam ao século XIII, com importantes obras de construção também nos séculos XIV e XVIII.
Uma propriedade privada, o castelo e a sua quinta estão classificados desde 1941 como monumento histórico pelo Ministério da Cultura francês .